# Dongfanghong BJ760
Dongfanghong BJ760 (кит. 東方紅/东方红; с кит. — «Красный Восток», точнее — «Алеет Восток») — автомобиль китайского Первого автомобильного завода, копия ГАЗ-21 «Волга», который выпускался с 1960 по 1969 год, всего произведено 238 единиц.

## История
В 1958 году в Китае началась кампания «Большой скачок», целью которой было сократить отставание Китая от западных стран. Последствия этой инициативы ощущались и в автомобильной сфере: с 1958 года несколько китайских заводов начали производить легковые автомобили: Dongfanghong BJ760 (ГАЗ-21), Dongfeng CA71 (Simca Vedette), Hongqi CA72 (ЗиЛ-111) и ставший массовым Shanghai SH760.
Автомобиль не был китайской разработкой, являлся копией советской ГАЗ-21 «Волга», с которой был во многом идентичен технически и стилистически. Внешне модель в значительной степени следовала советскому образцу, однако, были внесены некоторые небольшие изменения в дизайн. Двигатель — рядный 4-цилиндровый двигатель от «Волги», объём 2,4 литра, мощность 70 л. с.; трёхступенчатая коробка передач также от «Волги».
В ноябре 1959 года Госсовет Китая поставил перед заводом задачу имитировать советский ГАЗ-21 и предоставил реальный автомобиль в качестве примера. В начале 1960-х годов на завод прибыла группа советских экспертов из пяти человек с комплектом чертежей автомобиля, а затем в апреле того же года на заводе собрали первые три образца автомобиля, которые прошли 25000 км дорожных испытаний.
Была начата предсерийная сборка автомобиля, в мае 1965 года автомобиль прошёл тестовые испытания. В конце 1966 года завод получи годовой план на производство 600 автомобилей, но в это время началось ухудшение китайско-советских отношений, и на 106-м экземпляре был получен приказ председателя Пекинского ревкома Се Фучжи прекратить производство — «не допустить буржуазный образ жизни». Техническая поддержка от СССР была свёрнута, но до конца 1969 года выпуск продолжался, всего было произведено 238 экземпляра.